# エフェルディング郡

エフェルディング郡
Bezirk Eferding

エフェルディング郡（エフェルディングぐん、独: Bezirk Eferding）は、オーストリアのオーバーエスターライヒ州にある郡（Bezirk; 行政管区とも訳される）。郡庁所在地はエフェルディング。
オーバーエスターライヒ州の中央部に位置する。北でローアバッハ郡と、東でウーアファール＝ウムゲーブング郡およびリンツ＝ラント郡と、南でヴェルス＝ラント郡と、西でグリースキルヒェン郡に接している。
エフェルディング郡には以下の12の市町村（Gemeinde; ゲマインデ）がある。そのうちエフェルディングが市（Stadt）に、4つが町（Marktgemeinde; 市場町）に指定されている。
- アルコーヴェン Alkoven （町）
- アッシャッハ・アン・デア・ドナウ Aschach an der Donau （町）
- エフェルディング Eferding （市）
- フラハム Fraham
- ハイバッハ・オプ・デア・ドナウ Haibach ob der Donau
- ハルトキルヒェン Hartkirchen
- ヒンツェンバッハ Hinzenbach
- プラムバハキルヒェン Prambachkirchen （町）
- プッピング Pupping
- シャルテン Scharten
- ザンクト・マリーンキルヒェン・アン・デア・ポルゼンツ Sankt Marienkirchen an der Polsenz （町）
- シュトロハイム Stroheim